# Pistola laser (fantascienza)

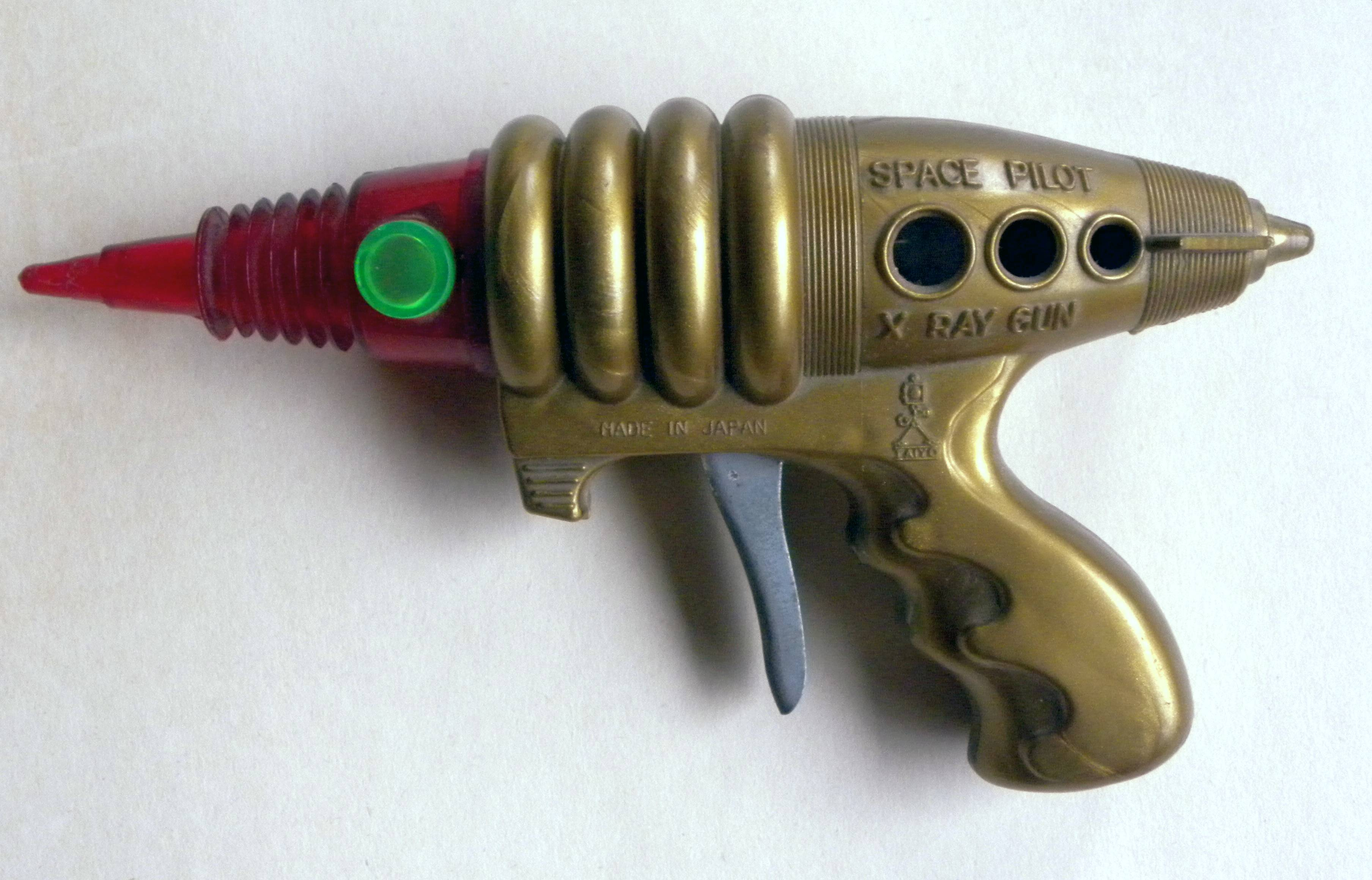
Pistola a raggi giocattolo

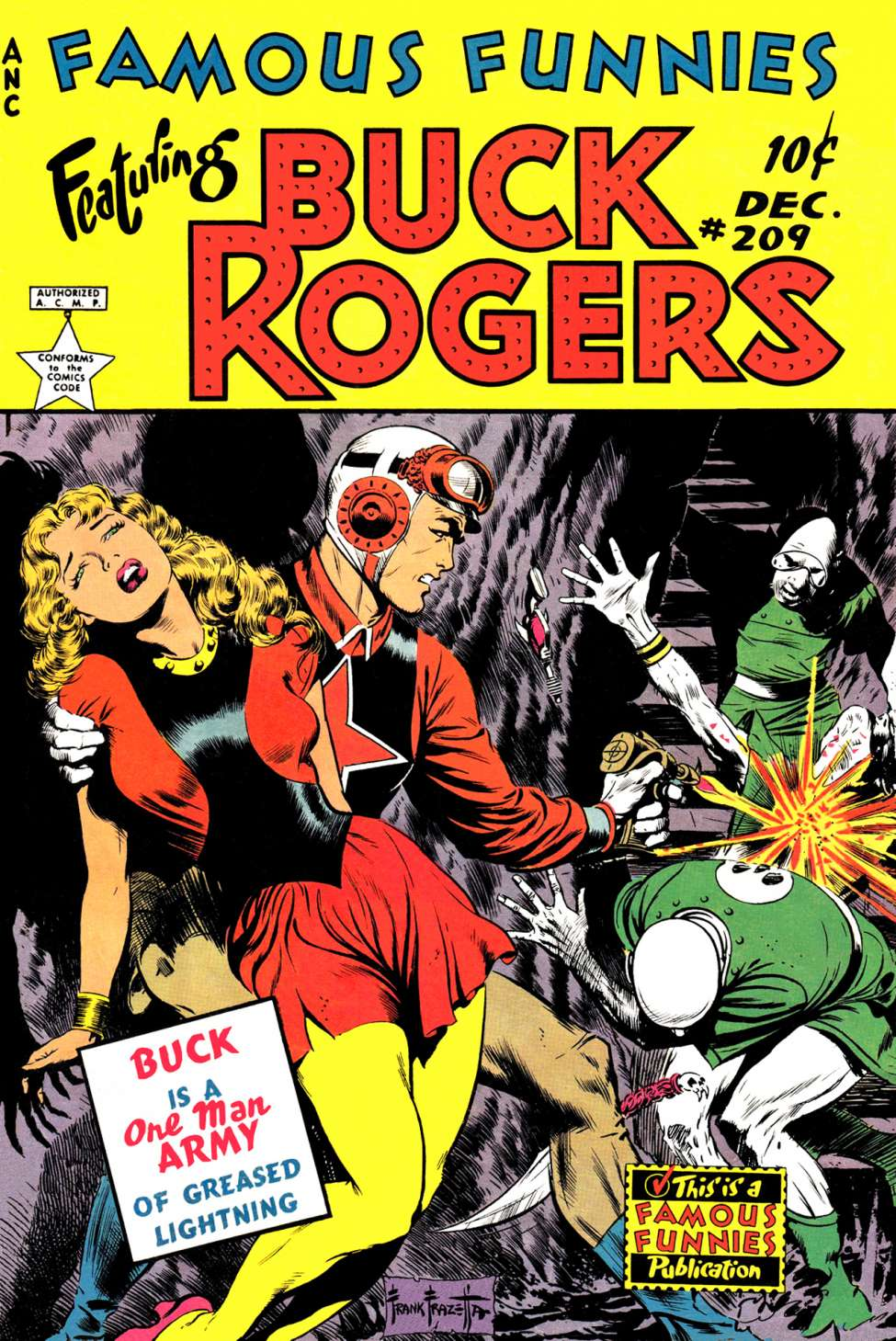
Copertina di Famous Funnies in cui Buck Rogers impugna una pistola laser

La pistola laser è un'arma fittizia ricorrente nella fantascienza, in grado di sparare proiettili a energia che possono essere, ad esempio, laser, fasci di particelle o fulmini.

## Storia
Tra i primissimi esempi di pistola laser, vi sono le armi che emettono "raggi di calore" ne La guerra dei mondi (1898) di H. G. Wells. Nello stesso anno, Garrett P. Serviss pubblicò Edison's Conquest of Mars, ove fa la sua comparsa un "raggio disintegratore" (disintegrator ray).
In inglese la parola raygun (lett. "pistola a raggi") è stata adottata per la prima volta da Victor Rousseau Emanuel nel suo The Messiah of the Cylinder (1917). Negli anni seguenti vennero editi romanzi e racconti che parlano di armi analoghe, tra cui quelle in grado di sparare raggi della morte, popolari negli anni venti, il blaster, che fa la sua comparsa in When the Green Star Waned (1925) di Nictzin Dyalhis, il ray projector, citato in The Black Star Passes (1930) di John W. Campbell e il needle ray o needler, usato dai personaggi di Skylark of Valeron (1934) di E. E. Smith.
Benché, durante l'epoca d'oro della fantascienza, le armi a raggi fossero particolarmente popolari, Astounding, la più nota rivista dell'epoca, non le raffigurava.
Tra gli eroi della fantascienza che ne sono provvisti vi sono Buck Rogers e Flash Gordon. Le pistole laser sono ricorrenti anche in serie televisive come, ad esempio, Lost in Space e Star Trek, nonché nei videogiochi con analoghe tematiche.